# Hubert Beck (Organist)
Hubert Beck (* 13. Oktober 1935 in Schwäbisch Gmünd; † 29. Mai 2011 ebenda) war ein deutscher Organist, Dirigent und Hochschuldozent.

## Leben
Beck studierte an der Musikhochschule Stuttgart und absolvierte die Prüfungen im Bereich Kirchenmusik mit hervorragenden Leistungen. Er absolvierte bei Hans Müller-Kray die Kapellmeisterklasse und lernte unter anderem bei Leopold Hager und István Kertész.
Von 1961 bis 2001 lehrte Beck Musik an der Pädagogischen Hochschule Schwäbisch Gmünd, zudem war er Dozent an der Katholischen Hochschule für Kirchenmusik Rottenburg. Bekanntheit erlangte er vor allem als Chor- und Orchesterleiter und als Münsterorganist am Gmünder Münster, so gründete er 1967 den Philharmonischen Chor Schwäbisch Gmünd und 1971 als Mitgründer die Städtischen Musikschule. Um für seine aufwendigen Konzerte eine geeignete instrumentale Begleitung zu haben, erweiterte er das Gmünder Kammerorchester zu einem Sinfonieorchester, der Philharmonie Schwäbisch Gmünd, deren Leitung er bis 2002 innehatte und schließlich an Tarmo Vaask übergab.
1987 legte er mit dem Internationalen Orgelsommer den Grundstein für das international bedeutende Festival Europäische Kirchenmusik, welches er mit dem Schwäbisch Gmünder Oberbürgermeister Wolfgang Schuster und Ewald Liska 1989 ins Leben rief und bei dem er bis zu seinem Tod aktiv tätig war. 
Ein weiteres Betätigungsfeld von Beck war der Entwurf von Dispositionen für Orgeln, wie zum Beispiel in der katholischen Heilig-Kreuz-Kirche in Uhingen. Seine bekannteste Disposition ist die Münsterorgel im Gmünder Münster, die er mit Hans-Gerd Klais von der Orgelmanufaktur Klais umsetzte.

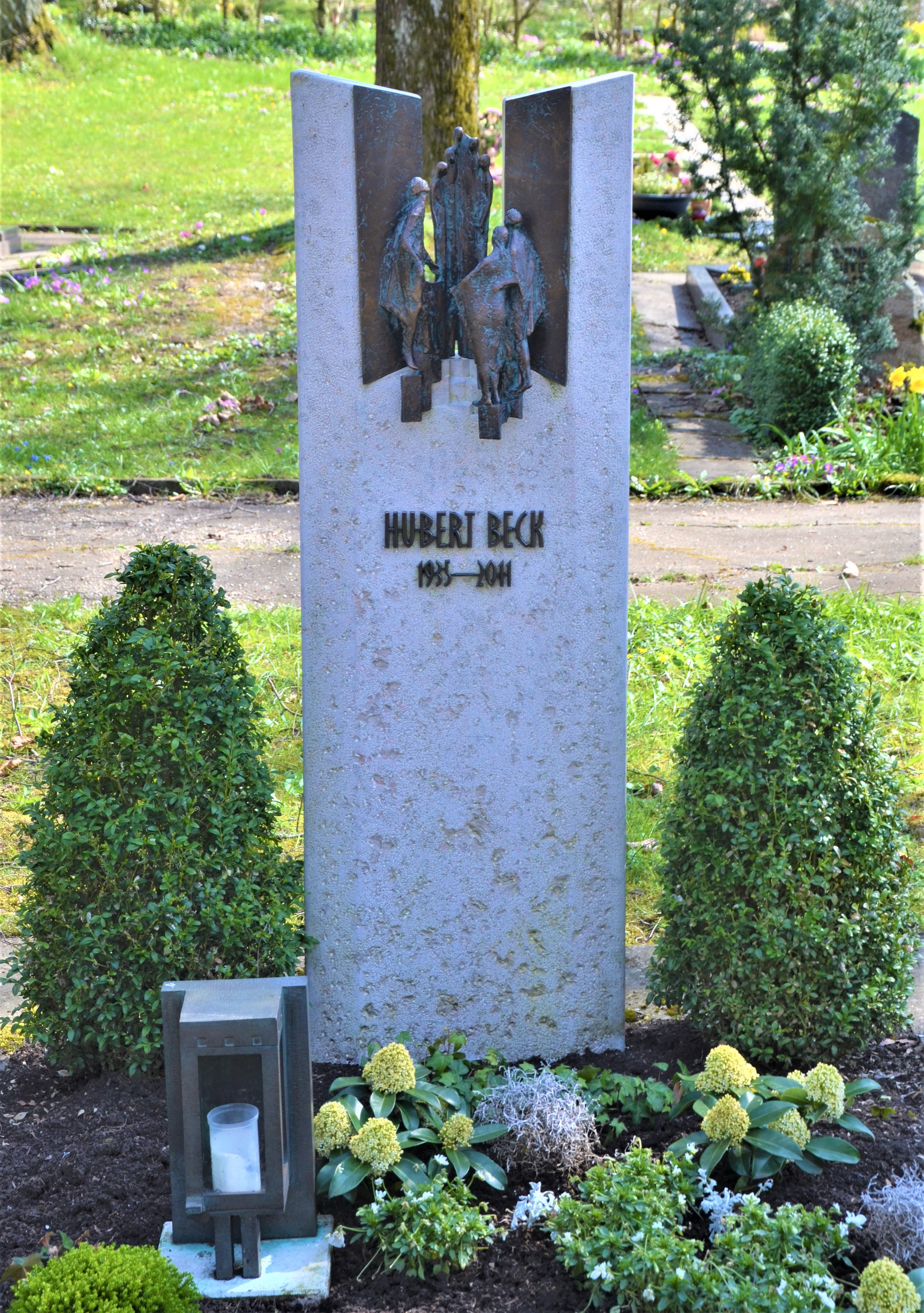
Grab auf dem Dreifaltigkeitsfriedhof

Beck wurde auf dem Dreifaltigkeitsfriedhof in Schwäbisch Gmünd beigesetzt.
Der Kirchenmusikdirektor und Orgelimprovisator Stephan Beck ist sein Sohn.

## Ehrungen
- 1987: Ernennung zum Kirchenmusikdirektor durch die Diözese Rottenburg-Stuttgart
- 2002: Verleihung Bundesverdienstkreuzes am Bande des Verdienstordens der Bundesrepublik Deutschland[1]
- 2004: Ernennung zum Ehrenbürger durch die Pädagogische Hochschule Schwäbisch Gmünd
- 2008: Verleihung der Bürgermedaille der Stadt Schwäbisch Gmünd

Am ersten Todestag von Hubert Beck, 2012 gab die Stadt Schwäbisch Gmünd und die Leitung des Festivals Europäische Kirchenmusik bekannt, dass der jeweils erste Preis des Internationalen Wettbewerbs für Orgelimprovisation zu Ehren des verstorbenen Mitbegründers, in Hubert-Beck-Preis umbenannt wird. Seine erste Verleihung fand im Rahmen des Festivals 2013 statt.